# The Amps
Gli Amps sono stati un gruppo pop-rock statunitense.

## Storia degli Amps
Formato da Kim Deal nel 1995 dopo che il suo gruppo The Breeders era entrato in pausa, il gruppo comprendeva Jim Macpherson il batterista dei Breeders, Luis Lerma e Nate Farley, due musicisti provenienti dalla città natale di Kim Deal Dayton, Ohio. Quell'anno registrarono l'album Pacer in numerosi studi negli USA e in Irlanda. Gli ingegneri del suono che aiutarono il gruppo a registrare l'album furono Steve Albini, Bryce Goggin e John Agnello.
Pacer uscì nell'ottobre 1995. Il gruppo partì in tour negli USA, in Europa e in Australia insieme a, tra gli altri, Foo Fighters, Brainiac, Sonic Youth e Guided by Voices. Il gruppo si sciolse quando nel 1996 Kim Deal decise di riformare i Breeders.

## Formazione
- Kim Deal - chitarra, voce
- Jim Macpherson - batteria
- Luis Lerma - basso
- Nate Farley - chitarra

## Discografia

### Album studio
- Pacer (1995)

### Singoli
- 1995 – Tipp City, , 4AD BAD 5015 CD, Regno Unito